# Centre hospitalier Georges-Pianta

Le centre hospitalier Georges-Pianta est un centre hospitalier situé sur la commune de Thonon-les-Bains (Haute-Savoie).

## Histoire
Le centre est inauguré en 1968, sous la présence du maire de la ville Georges Pianta, pour remplacer l'ancien hôpital du centre ville, qui n'était plus conforme.
L'ancien hôpital est devenu un centre médico-éducatif pour les enfants handicapés mentaux jusqu'en 1999 et en 2006 le bâtiment est entièrement restauré pour un nouveau palais de justice.
En 1998, le centre hospitalier est sous la société hospitalière des Hôpitaux du Léman avec celui d'Évian.